# 生命大躍進
『生命大躍進』（せいめいだいやくしん）は、2015年5月から7月にかけてNHKスペシャル枠で放送されたドキュメンタリー番組。全3回。本作では、化石記録を軸に制作されていた過去の古生物番組から脱却し、むしろ生物の持つDNAに着目して遺伝情報の突然変異の観点から生物史を解説している。出演（ナビゲーター）は新垣結衣が一人二役で行った。
同年および2016年には関連する特別展『生命大躍進 脊椎動物のたどった道』が日本各地で開催された。また、関連するアニメ『ピカイア!』もEテレで放送された。

## 内容
第1集 そして"目"が生まれた
- 初回放送日:2015年5月10日

脊椎動物の持つカンブリア紀に出現した目のルーツを、遺伝子の水平移動に着目して解説する。
第2集 こうして"母の愛"が生まれた
- 初回放送日:2015年6月7日

ウイルス進化説を題材に取り上げ、有胎盤類の持つ胎盤のルーツをレトロウイルスのDNAとして紹介する。
第3集 ついに"知性"が生まれた
- 初回放送日:2015年7月5日

ホモ・サピエンスの有する巨大な脳と高い知性がDNAの観点からどのように獲得されたかを語る。

## 製作
日本でラジオ放送が開始されて2015年で90周年を迎えることに合わせ、90周年記念番組として高精細映像で製作されている。ナビゲーターの新垣結衣は本作で一人二役を担当してナビゲーターを務めた。これは難解なDNAというテーマを噛み砕いて視聴者に伝えるための工夫であり、2人のキャラクターは"進化に詳しい姉"と"あまり興味のない妹"という立ち位置にある。演じる新垣結衣はヒョウモントカゲモドキを飼育していることもあり、番組の冒頭に登場する両生類に親しみを抱いたという。
第1回ではDNA研究者に対し目の誕生に迫る取材が行われたが、DNAのみからでは当時の祖先の姿が判明しなかったため、その点に関しては化石研究者の助言を受けて推測されている。カナダのロッキー山脈でも取材が行われたが、1年間に2ヶ月しか発掘が行えず、さらに標高2000メートルという天候の急変しやすい場所であったため、撮影は研究者の邪魔をせずかつ確実に行うというジレンマの状況にあった。
DNAや生命の繋がりを感じられるよう、番組のロゴにはDNAや生命の連続を賛美するイメージが加えられた。登場する生物はアノマロカリスやオパビニアといった子どもに魅力的な外見の生物が採用された。アノマロカリスのCGデザインは20枚製作され、専門家からの指示を何度も受けて劇中のCGデザインに至った。1年以上に及ぶ製作期間を経て、オパビニアにオパピーという愛称がつくなど、スタッフには生物に対する愛着が湧いたという。古生物の居る風景にリアリティを持たせるため、撮影は実写で行われた。両生類が上陸するシーンは鹿児島県薩摩川内市の上甑島で、ヤンチュアノサウルスが剣竜を襲うシーンは北アメリカの針葉樹林で撮影された。また、音響効果にはアナログ的な手法が採用された。ウミサソリのシーンはカニを市場で購入して擦り合わせる・毟るなどして音を立て、6ミリテープの可変機で音の高さや回転数を変化させてCGに合う音が生み出された。映像は全編4K解像度で製作されており、恐竜のグラフィックには1億ポリゴンのモデルが作成された。これは従来の恐竜のモデルと比較して約10倍のポリゴン数であった。

## 主な登場生物
| 第1集 - アノマロカリス - アラルコメネウス - オパビニア - フルディア - ウィワクシア - マルレラ - ハルキゲニア - ピカイア - メタスプリッギナ - ダンクルオステウス - ウミサソリ - 上陸する初期の四足動物 | 第2集 - キノドン類 - ディメトロドン - 陸棲四足動物(おそらくディアデクテス) - ゴルゴノプス - リストロサウルス - ディイクトドン - ジュラマイア - ヤンチュアノサウルス - ギガントスピノサウルス - マメンチサウルス | 第3集 - ダスプレトサウルス - ケツァルコアトルス - トロオドン - ティラノサウルス - トリケラトプス - 竜脚類(おそらくアラモサウルス) - ディノサウロイド(厳密には古生物ではない。詳しくは思弁進化を参照) - ホラアナライオン - コエルドンタ（ケブカサイ） - ケナガマンモス |

※オープニングにのみダルウィノプテルスが登場している。

## 展開

### 放送・DVD
上記日程で初放送された後、2015年8月9日に全3集とも再放送された。その後は後述する特別番組とその再放送を挟み、再びNHKスペシャルとして12月28日に再放送された。
2015年9月6日から9月20日にかけては『ドキュメント 生命大躍進』として編集されて放送された。ドキュメント版はその後もBS4Kで再放送されており、2019年1月15日から2月5日、4月9日から4月23日、11月12日から11月26日、2020年6月7日に再放送された。
2015年9月25日にはNHKエンタープライズから第1集のDVDとブルーレイディスクがそれぞれ発売された。なお、一般販売に先駆けてNHKスクエアでの予約販売が開始されていた。

### 書籍
2015年7月に同名のタイトルで本作の書籍版がNHK出版から出版された。
- 『NHKスペシャル 生命大躍進』

NHK出版、2015年7月13日、ISBN 978-4-14-407210-9
編：NHKスペシャル「生命大躍進」制作班、協力：土屋健

### サウンドトラック
横山克によるオリジナルサウンドトラックは2015年7月8日に発売された。
| #   | タイトル                         | 作詞 | 作曲・編曲 | 時間 |
| --- | -------------------------------- | ---- | ---------- | ---- |
| 1.  | 「生命大躍進」                   |      |            | 4:58 |
| 2.  | 「はじまりを知る」               |      |            | 2:30 |
| 3.  | 「いのちの枝」                   |      |            | 2:33 |
| 4.  | 「目と目を合わせて」             |      |            | 1:38 |
| 5.  | 「進化の謎」                     |      |            | 2:19 |
| 6.  | 「遥かムカシ」                   |      |            | 2:37 |
| 7.  | 「時空を超えた分析」             |      |            | 2:25 |
| 8.  | 「繋がれていく生命」             |      |            | 3:13 |
| 9.  | 「新たなる種子」                 |      |            | 1:57 |
| 10. | 「危機を乗り越え」               |      |            | 2:52 |
| 11. | 「生命大躍進〜躍〜」             |      |            | 3:39 |
| 12. | 「探求と共にある未来」           |      |            | 3:36 |
| 13. | 「何通りもの進化を経て」         |      |            | 1;49 |
| 14. | 「未知との遭遇」                 |      |            | 2:31 |
| 15. | 「DNAを追う」                    |      |            | 2:30 |
| 16. | 「種の壁」                       |      |            | 2:07 |
| 17. | 「この先に見える光へ」           |      |            | 2:19 |
| 18. | 「問いと仮説の日々」             |      |            | 2:32 |
| 19. | 「更なる発見の為に」             |      |            | 2:00 |
| 20. | 「生命大躍進〜進〜」             |      |            | 2:34 |
| 21. | 「生命の系譜 (Simple version)」  |      |            | 4:35 |
| 22. | 「枝分かれの先」                 |      |            | 2:14 |
| 23. | 「危機への処世術」               |      |            | 2:28 |
| 24. | 「点と線をつなぐ」               |      |            | 2:15 |
| 25. | 「生命の系譜 (Serious version)」 |      |            | 2:00 |
| 26. | 「使命として」                   |      |            | 2:55 |
| 27. | 「この場所で生きる」             |      |            | 4:10 |
| 28. | 「生命の系譜」                   |      |            | 4:58 |

### プラネタリウム上映
本作は放送後も複数の教育施設で編集版のプラネタリウム上映が行われた。
- 蒲郡市生命の海科学館（愛知県）[19]
- とよた科学体験館（愛知県）[20][21]
- 人と科学の未来館サイピア（岡山県）[22]

## 特別展
「特別展『生命大躍進』脊椎動物のたどった道」として、以下の日程と会場で特別展が開催された。主催は主に会場となった博物館と各地のNHK放送局およびNHKプラネットであり、後援に文部科学省、協賛に日本写真印刷とみずほ銀行がついた。監修は山田格、冨田幸光、倉持利明、加瀬友喜、篠田謙一、河野礼子。ココリコ田中が広報大使を務めた。
展示会場によって展示内容には差があるものの、ピカイアやアノマロカリスを含む日本初公開となったバージェス動物群化石38点、ウミサソリやジュラマイアなどのレプリカ、ダンクルオステウスやディメトロドンの実物大復元模型などが展示された。4K映像を活用した映像展示も行われた。

### 各会場詳細
東京展
会場：国立科学博物館
会期：2015年7月7日 - 10月4日
2015年2月9日に国立科学博物館での開催決定が告知された。8月7日に来場者数10万人、8月27日に20万人、9月29日に30万人を達成し、それぞれの達成者には企画展の図録や縫いぐるみなどの関連グッズが贈呈された。最終的な来場者数は33万人を超えた。同館の研究者による関連する講演会が合計6回開催されたほか、クイズ大会、フズリナ化石の研磨イベント、オスロ自然史博物館のヨルン・フールムとロイヤルオンタリオ博物館のジャン・ベルナール・キャロンによる記念講演が催された。
2015年8月10日には特別展を特集する48分の番組『至宝化石が大集合!探検ナイトミュージアム』が放送され、閉館後の特別展会場を舞台に化石の裏話や最新の研究内容が取り上げられた。劇団ひとりと中村慶子が司会を担当し、飯尾和樹・伊集院光・春香クリスティーンがゲスト出演した。国立科学博物館からは加瀬友喜・河野礼子・山田格が出演した。
名古屋展
会場：名古屋市科学館
会期：2015年10月17日 - 12月13日
備考：中日新聞社共催
名古屋での開催に伴い、ジュンク堂書店ロフト名古屋店では脊椎動物の進化を題材とする書籍を中心としたフェアが開催された。
愛媛展
会場：愛媛県美術館
会期：2016年1月16日 - 4月3日
備考：主催に愛媛新聞社が加わっている。
国立科学博物館の名誉研究員による講演が1月に、クイズラリーや親子鑑賞会を内包するナイトミュージアムが2月に開催された。また、愛媛大学とNHK松山放送局が主催となって、本展に関連する講演会とフリートークも愛媛大学の南加記念ホールで開催された。講師は冨田幸光が担当し、同大学理学部生物学科と地球科学科の研究者がフリートークに参加した。来場者数は2月4日に1万人を突破した。
大阪展
会場：大阪市立自然史博物館
会期：2016年4月16日 - 6月19日
4月19日にココリコ田中が同館の1日所長に就任し本展の展示解説を行った。また、東梅田駅の付近の地下通路にココリコ田中による公告が期間限定で掲示された。来場者数は5月13日に5万人を突破した。
岡山展
会場：岡山シティミュージアム
会期：2016年7月15日 - 9月4日
開会式には岡山市市長大森雅夫が参加。8月2日に就実大学が見学会を企画し、学生38名が訪れた。

## 関連事業
本作に関連し、進化の興味深さと生物多様性の重要さを伝えるテレビアニメとして『ピカイア!』が制作された。同作は2015年春にNHK Eテレで放送された後、2016年秋に再放送され、2017年春に第2期となる『ピカイア!!』が放送された。2021年4月にはNHK総合『ダーウィンが来た!』にて「大進化!最強アノマロカリス」を放送。アノマロカリスを中心にウィワクシアやオパビニアなどバージェス動物群が取り上げられた。
また、カンブリア紀の生物をモデルにした古代モンスターを進化させる育成ゲームアプリ「コダモン 〜NHK古代モンスター進化中!〜」もリリースされた。コダモンでは上記の特別展とも連動し、各古生物の各論や進化の考え方の解説がなされた。単独の番組と連動するNHKのアプリとしては初めてのもので、iOSとAndroidに対応した。